# Mahiro Maeda
Mahiro Maeda (前田 真宏Maeda Mahiro ; nacido el 14 de marzo de 1963) es un director de anime, diseñador de personajes y animador japonés.

## Biografía
Mahiro Maeda nació el 14 de marzo de 1963 en Yonago, la segunda ciudad más grande de la prefectura de Tottori. Cuando aún era un adolescente, la serie Conan, el niño del futuro, dirigida por Hayao Miyazaki, inspiró su interés por la animación.
En la universidad privada Tokio Zōkei, se unió al "Club Manga", donde conoció a Yoshiyuki Sadamoto, un año mayor que él. Con él participó en el Festival Japonés de Ciencia Ficción (日本SF大会, Nihon SF Taikai?) celebrado en Osaka en 1983. Participó en los créditos iniciales de la convención como animador clave, lo que supuso su debut en la animación. Siendo aún estudiante, Maeda trabajó como animador clave en la serie de mechas The Super Dimension Fortress Macross y en Nausicaä del Valle del Viento, película precusora del  Studio Ghibli con la que colaboró regularmente hasta 1992.
En 1984 fundó el estudio Gainax con su amigo Yoshiyuki Sadamoto y otros animadores como Hideaki Anno. Participó en la mayoría de las primeras producciones del estudio, donde destacó por su diseño de mechas. En 1992, abandonó el estudio junto a Shōji Murahama, Hiroshi Yamaguchi y Shinji Higuchi para fundar el estudio Gonzo. Durante la década de 1990, colaboró con otros estudios como reputado diseñador de mechas, y pasó a trabajar para Tokusatsu como diseñador de monstruos en películas como Gamera, de 1995 a 1999.
En 1998, debutó como director con los OVA Blue Submarine No. 6, producidos por su propio estudio, Gonzo. Mahiro Maeda destaca por su meticuloso uso de CGI mezclado con 2D, lo que le hace muy popular en la industria. Posteriormente trabajó en importantes producciones de Gonzo, como Last Exile (2003) y Gankutsuō (2005). Durante el mismo periodo, participó en varias obras antológicas con algunos de los nombres más importantes de la animación, como The Animatrix (2003), Ani-Kuri 15 (2007) y Genius party Beyond (2008).  
Participó en la dirección de Evangelion: 3.0 You Can (Not) Redo y  Evangelion: 3.0+1.0 Thrice Upon a Time, las dos últimas entregas de la tetralogía Rebuild of Evangelion.

## enlaces externos
- Mahiro Maeda en Internet Movie Database (en inglés).
- Mahiro Maeda  en la enciclopedia Anime News Network (en inglés)

- Datos: Q81078